# Liste von Wetterereignissen in Europa
Die Liste von Wetterereignissen in Europa gibt eine Übersicht über als Unwetter bezeichnete Extremwetterereignisse, darunter auch Naturkatastrophen (Schadereignisse) von historischer Bedeutung. Die Namen werden nach nationalen Gewohnheiten vergeben, siehe Namensvergabe für Wetterereignisse.

## Legende
- Ereignis: sortierbar nach Hochwasser, Windereignissen (Sturm, Orkan, Tornado) und Unwetter sowie anderen Wetterereignissen (Schneefälle und deren Folgen, Hagelschlag, Kälteanomalien, Hitzeanomalien und Dürren usw.)

| Name: > 1 A–J · K–R · S–Z |
| Ereignis: Hochwässer · Starkwinde S · Sonstiges; Zeitraum: vor 1900 · 20. Jh. · 21. Jh.                                                                           |
| Todesopfer: ja · nein · unbekannt / keine Angabe; Sachschäden: Sachschaden > 1 Milliarde € · Sachschaden < 1 Milliarde € · unbeziffert / unbekannt / keine Angabe |
| Bemerkungen Jahrhundertereignis und mehr · nur wenige Ereignisse per Jh. · unbekannt / keine Angabe                                                               |
| Entsprechende Spalte vorher sortieren! Vorsortieren einer anderen Spalte ist ebenfalls möglich.                                                                   |

## Liste
- Datum: Daten vor Oktober 1582 im julianischen Kalender nicht umgerechnet, danach im gregorianischen Kalender (Ungenauigkeiten in Ländern, die den neuen Kalender später eingeführt haben, sind möglich)
- Opfer: vermeldete Todesopfer und Betroffene
- Schäden: bekannte Schadenssummen in Mio. Euro, allfällig Zeitwert umgerechnet: Historische Schätzungen sind im Allgemeinen volkswirtschaftlicher Schaden, ein Wert als Versicherungsschaden ist naturgemäß, je nach Ereignis, etwas bis um Größenordnungen geringer als der volkswirtschaftliche Schaden. Ältere Daten sind meist niedriger, weil die Schadensberechnungen anders verliefen, frühe Ereignisse können kaum geschätzt werden.
- Bemerkungen: sortierbar nach bekannter oder geschätzter Jährlichkeit

| Name                                                                       | Ereignis                               | Zeitraum                              | Opfer | Schäden | Region | Bemerkungen |
| -------------------------------------------------------------------------- | -------------------------------------- | ------------------------------------- | --- | --- | --- | --- |
| Klimaanomalie 536–550                                                      | mehrjährige Kaltphase                  | 535 / 536                             | | | Weltweit | Vermutet wird ein Zusammenhang mit dem auf diese Zeit datierten Ausbruch des Ilopango |
| Hungerjahr 784                                                             |                                        | 784                                   | | | | |
| Kälteanomalie 821–824                                                      | Kältewelle                             | 821 bis 824                           | | Sehr feuchte, kalte Jahre mit Ernteausfällen, Hungersnöten und Seuchen                                                                                | Britannien, Kontinentaleuropa, auch Teile Asiens                                                                         | Wahrscheinlich durch mehrere Vulkaneruptionen, darunter eine der Katla 822/823 |
| Kälteanomalie 1010/11                                                      | Kältewelle                             | 1010 / 1011                           | | Außerordentlich strenger Winter mit Eis auf dem Bosporus und dem Nil                                                                                  | Europa | |
| Julianenflut                                                               | Sturmflut                              | 17. Feb. 1164                         | geschätzt 20.000 | k. A. | Nordseeküste | |
| Erste Marcellusflut                                                        | Sturmflut                              | 16. Jan. 1219                         | geschätzt 36.000 | k. A. | Nordseeküste | |
| Allerkindleinsflut                                                         | Sturmflut                              | 28. Dez. 1248                         | unbekannt | Entstehen der Westfriesischen Inseln, Altenwerder, Finkenwerder                                                                                       | Nordseeküste | |
| Ausbruch des Samalas 1257                                                  | Vulkanischer Winter                    | Sep. 1257                             | | Abkühlung, Verdunklung | weltweit, v. a. Südostasien und Europa                                                                                   | Die Menge an freigesetztem SO2 wird auf 158 ± 12 Millionen Tonnen geschätzt |
| Allerheiligenflut 1304                                                     | Sturm- hochwasser                      | 1. Nov. 1304                          | unbekannt | Landverluste auf Rügen und Usedom, Bildung von Greifswalder Bodden und Ruden                                                                          | Ostseeküste | |
| Der große Hunger                                                           | Hungersnot                             | 1315 bis 1322                         | Mehrere Millionen | | Europa | |
| Magdalenenhochwasser                                                       | Hochwasser                             | Juli 1342                             | unbekannt | k. A., Schluchtenreißen, Abschwemmen von Erde, regional bis auf die Steinverwitterungsschicht (geoarchäologische Belege)                              | Mitteleuropa: u. a. Rhein, Main, Donau, Mosel, Lahn, Weser, Werra, Unstrut, Moldau und Elbe                              | Wird als mehr als 1000-jährlich vermutet, isländischer Vulkanausbruch Brennisteinsfjöll 1341 |
| Kälteanomalie 1346/47                                                      | Kältewelle                             | 1346 und 1347                         | | Hungersnot | | |
| Zweite Marcellusflut, Erste Grote Mandränke                                | Sturmflut                              | 15. Jan. 1362                         | 10.000 möglich | Untergang von Rungholt | Nordseeküste | |
| Elisabethenflut 1404                                                       | Sturmflut                              | 19. Nov. 1404                         | unbekannt | Städte IJzendijke und Hugevliet untergegangen | Nordseeküste der Niederlande                                                                                             | |
| Elisabethenflut 1421                                                       | Sturmflut                              | 18. Nov. 1421                         | bis 10.000 | Bildung der Unlande Hollands Diep und de Biesbosch | Nordseeküste der Niederlande                                                                                             | |
| Wetteranomalien der 1430er Jahre                                           | Kältewelle                             | 1431 bis 1439                         | unbekannt | Dekade mit sehr kalten und langen Wintern und nassen Sommern. Führte zu großen Hungersnöten.                                                          | ganz Europa | |
| Allerheiligenflut 1436                                                     | Sturmflut                              | 1. Nov. 1436                          | 180 belegt | Zerstörung von Eidum, List | Nordseeküste | |
| Dürre in Europa 1473                                                       | Dürre und Hitzewelle                   | 1473                                  | | | Europa | Möglicherweise gemessen an Dauer und räumlichen Ausdehnung das herausragendste Hitze- und Dürrejahr des 2. Jahrtausends |
| Donauhochwasser 1501                                                       | Hochwasser                             | 15. Aug. 1501                         | | | Donau, Elbe, Oder | |
| Dürre in Mitteleuropa 1540                                                 | Dürre und Hitzewelle                   | 1540                                  | | | Europa | Möglicherweise der heißeste Sommer des 2. Jahrtausends |
| Allerheiligenflut 1570                                                     | Sturmflut                              | 1. Nov. 1570                          | um 20.000 | k. A. | Nordseeküste | |
| Winter 1607/08, der „Große Winter“                                         | Kältewelle                             | 1607/1608                             | k. A. | | Europa | Kältester Winter Europas, vermutlich seit 763/764 |
| Thüringer Sintflut                                                         | Hochwasser                             | 29. Mai 1613                          | 2261 | k. A. | Saale und Nebenflüsse | |
| Hitzesommer 1616                                                           | Dürre und Hitzewelle                   | 1616                                  | | | Schweiz | |
| Eisflut 1626                                                               | Sturmflut                              | 1626                                  | k. A. | Schwere Deichschäden durch Eisschollen | Nordseeküste | |
| Burchardiflut, Zweite Grote Mandränke                                      | Sturmflut                              | 11. Okt. 1634                         | 8.000–15.000 | Landverluste und Auseinanderreißen von Strand | Nordseeküste | |
| Winter 1657/58                                                             | Kältewelle                             | 1657 bis Juni 1658                    | k. A. | | Westeuropa | Streng und schneereich, Öresund gefroren (Frieden von Roskilde) |
| Winter 1683/84                                                             | Kältewelle                             | 1683 / 1684                           | k. A. | | Westeuropa | Auf den Britischen Inseln der kälteste aufgezeichnete Winter |
| Großer Sturm von 1703                                                      | Sturm                                  | 24. Nov. 1703                         | 8.000–15.000 | Verheerte Küstenstädte, dreizehn Schiffe der Royal Navy gesunken                                                                                      | Britische Inseln | Gilt als der schwerste Sturm, der die Britischen Inseln und den Ärmelkanal jemals heimgesucht hat |
| Jahrtausendwinter von 1708/1709 (Der kalte Winter von 1709)                | Kältewelle                             | 1708/ 1709                            | unbekannt | k. A. | Europa | Der Gardasee fror zu, ebenso die Kanäle von Venedig und die Mündung des Tejo/Portugal. Langandauernde Kälte, europaweite Hungersnot im folgenden Sommer |
| Winter 1739/40                                                             | Kältewelle                             | Okt. 1739 bis Juni(!) 1740            | k. A. | | Europa | Der härteste Winter Europas im 2. Jahrtausend, vermutlich dem Winter 763/764 vergleichbar, vgl. auch Eishaus (Sankt Petersburg) |
| Hamburg-Flut von 1771                                                      | Sturmflut                              | 1771                                  | unbekannt | k. A. | Elbemündung | |
| Winter 1783/84                                                             | Vulkanischer Winter                    | 1783/ 1784                            | Schätzungen: weltweit wohl einige Millionen Opfer, europaweit in die Hunderttausende | Weltweit Ernteausfälle 1783, Schnee und schwere Fröste Winter 1783/84, Flutkatastrophe in Europa im Frühjahr                                          | weltweit | Laki/Asama-Ereignis, eine der weltweit größten Umweltkatastrophen der frühen Neuzeit |
| Eishochwasser Februar/März 1784                                            | Hochwasser                             | Feb. 1784                             | unbekannt | Zerstörung vieler Brücken (Heidelberg, Roßlau), Zerstörung von Bauten in Ufernähe durch Eisgang (Kirche Wegstädtl/Elbe, Würzburg, Bamberg, Köln etc.) | Deutschland: u. a. Rhein, Neckar, Main, Donau, Elbe, Saale, Glan,                                                        | Wird als mehr als 500-jährlich vermutet, isländischer Vulkanausbruch Laki-Krater Juli 1783 bis Februar 1784 |
| Kältewinter 1788/89                                                        | Kältewelle                             | Dez. 1788 bis Jan. 1789               | k. A. | | Süddeutschland, Schweiz                                                                                                  | Strenger Frost, Rheinfall am 5. Januar 1789 komplett vereist, erstes Mal seit dem Jahrtausendwinter von 1708 |
| Hochwasser der Ahr 1804                                                    | Hochwasser                             | 21. Juli 1804                         | 63 | Mindestens 300 Gebäude vollständig zerstört, 700 weitere schwer beschädigt                                                                            | Eifel | |
| Jahr ohne Sommer 1816                                                      | Vulkanischer Winter                    | 1816                                  | unbekannt | Hungersnöte durch Ernteausfälle, Wirtschaftskrisen, Aufstände                                                                                         | weltweit | Folge des Ausbruchs des Vulkans Tambora im heutigen Indonesien |
| Orkan vom 11. März 1822 (Den galne måndagen)                               | Sturm                                  | 11. März 1822                         | 300 geschätzt | k. A. | Norwegen, Nordsee-Länder                                                                                                 | |
| Night of the Big Wind                                                      | Sturm                                  | 6. Jan. 1839                          | 250–300 geschätzt | k. A. | Irland | |
| Sächsische Sintflut                                                        | Hochwasser                             | März 1845                             | unbekannt | k. A. | Elbe | Stärkster bisher gemessener Durchfluss der Elbe |
| Ostseesturmhochwasser                                                      | Sturm- hochwasser                      | 1872                                  | 271, ca. 15.000 Obdachlose | Landverluste auf Lolland, Zingst wird Halbinsel | Ostsee | Gilt als bisher schwerstes Sturmhochwasser der Ostsee |
| Märzorkan 1876                                                             | Sturm                                  | 12. März 1876                         | unbekannt | Schwere Schäden in ganz Nordmitteleuropa | Nordmitteleuropa (insb. Südengland, Nordfrankreich, Beneluxstaaten, Norddeutschland, Dänemark)                           | Vermutlich mehr als 100-jährliches Ereignis, vergleichbar Daria 1990 und Lothar 1999 |
| Tay Bridge Disaster                                                        | Sturm                                  | 28. Dez. 1879                         | 75 | Einsturz der Firth-of-Tay-Brücke, ein Zug verunglückt                                                                                                 | Schottland | |
| Unglück von Eyemouth                                                       | Sturm                                  | 14. Okt. 1881                         | 189 (Fischer auf See) | 19 Boote gesunken oder gestrandet | Schottland | Schwerste Katastrophe der schottischen Fischerei |
| The Great Storm of January 26th, 1884                                      | Sturm                                  | 26. Jan. 1884                         | unbekannt | Schwere Schäden in ganz Nordmitteleuropa | Nordmitteleuropa (insb. Irland, England, Nordfrankreich)                                                                 | Vermutlich mehr als 100-jährliches Ereignis, vergleichbar Daria 1990 |
| Wirbelsturm vom 1. Juli 1891                                               | Tornado                                | 1. Juli 1891                          | | Schäden im Kreis Viersen | | |
| Februar-Orkan 1894                                                         | Sturm                                  | 12. Feb. 1894                         | unbekannt | Schwere Schäden in ganz Nordmitteleuropa | Nordmitteleuropa (insb. Irland, Schottland, England, Belgien, Niederland, Norddeutschland, Polen, Dänemark, Südschweden) | Vermutlich mehr als 100-jährliches Ereignis, vergleichbar Daria 1990 und Lothar 1999 |
| Wirbelsturm in Oberbayern vom 14. Juli 1894                                | Tornado                                | 14. Juli 1894                         | | | | |
| Niederschlag beim Jagdschloss Nová Louka                                   | Starkregen                             | 29. Juli 1897                         | | | Riesengebirge | 345 mm pro Quadratmeter |
| Extreme Dürre und Hitze in Deutschland                                     | Hitzewelle und Dürre                   | 1904                                  | ? | Ernteausfall, Stilllegung des Binnenschiffsverkehrs                                                                                                   | Weite Teile Deutschlands                                                                                                 | Die Missernte führte zu einer Massenauswanderung in die USA. |
| Wirbelsturm im Bergischen Land                                             | Tornado                                | 14. Aug. 1906                         | 3 | Zerstörungen an Häusern, Brücken und Wäldern | Bergisches Land | |
| Tornado in Wiener Neustadt                                                 | Tornado                                | 10. Juli 1916                         | 32, 300 Verletzte | Schäden an über 150 Gebäuden | Wiener Neustadt | Stärke F3, Windgeschwindigkeiten wohl 330 km/h |
| Lawinenkatastrophe vom 13. Dezember 1916 in den Südalpen / Dolomiten       | Lawinen                                | 13. Dez. 1916                         | mehrere 1000 Soldaten | | Südalpen / Dolomiten | Dutzende von Lawinen verschütteten und töteten mehrere Tausend Soldaten während des Alpenkriegs im Ersten Weltkrieg |
| Hochwasser im Osterzgebirge 1927                                           | Hochwasser                             | 8. Juli 1927                          | 160 geschätzt | Über 100 Mio. RM (330 Mio. €) | Erzgebirge | |
| Kältewelle in Europa 1929                                                  | Kältewelle                             | Feb. 1929                             | | | Mittel- und Osteuropa | Tiefsttemperaturen zwischen dem 9. und 17. Februar 1929 (Auswahl): Gmina Czarny Dunajec −42 C°, Dübendorf −35 C° und München −32 C°. Mit Seegfrörni u. a. des Zürichsees. |
| Elbe-I-Orkan                                                               | Sturm mit Sturmflut                    | 26. / 27. Okt. 1936                   | 15 Seeleute | Kentern der Bürgermeister O'Swald I, im Dienst als Feuerschiff Elbe 1                                                                                 | Nordsee (Deutsche Bucht)                                                                                                 | Sturmflut, ausgelöst durch einen schweren Orkan |
| Hungerwinter 1946/47                                                       | Kältewelle                             | 1946 / 1947                           | In Deutschland mehrere hunderttausend Menschen; etwa zeitgleich starben in der Sowjetunion während der Jahre von 1946 bis 1948 zwei Millionen Menschen an den Folgen des Hungers und extremer Wetterbedingungen. | Traf das Nachkriegseuropa | Europa | Schwerster Winter des 20. Jhs. |
| Lawinenwinter 1951 (Januar)                                                | Schneefall / Lawinen                   | 19. Jan. 1951                         | 235 | Etwa 1000 Gebäude beschädigt oder zerstört, 1951 insg. Folgeinvestitionen > 1 Mrd. €                                                                  | Zentraler Alpenraum (Schweiz, Österreich, Italien)                                                                       | In der Schweiz zwischen dem 19. und 22. Januar über 1000 Schadlawinen |
| Lawinenwinter 1951 (Februar)                                               | Schneefall / Lawinen                   | 11. Feb. 1951                         | 30 | Um die 350 Gebäude beschädigt oder zerstört, Waldschäden, 1951 insg. Folgeinvestitionen > 1 Mrd. €                                                    | Alpensüdseite | In der Schweiz zwischen 11. und 15. Februar 300 Schadlawinen |
| Hollandsturmflut                                                           | Sturmflut                              | 1. Feb. 1953                          | 2160 | k. A. | Nordseeküste der Niederlande                                                                                             | Gilt als die schwerste Nordsee-Sturmflut des 20. Jahrhunderts |
| Sturmflut 1962                                                             | Sturmflut                              | 16. Feb. 1962                         | 315 (Hamburg), zigtausende Obdachlose | 650 Mio. DM, etwa 6.000 zerstörte Gebäude, ein Sechstel des Hamburgischen Staatsgebietes unter Wasser                                                 | Nordseeküste | Erster Einsatz der Bundeswehr im Inneren zur Katastrophenabwehr |
| Winter 1962/63                                                             | Kältewelle                             | Dez. 1962 bis Feb. 1963               | k. A. | k. A. | Europa, insb. Nordwest-Mitteleuropa                                                                                      | Größte Kälteperiode seit 1740 bzw. 1684 |
| Heinrichsflut                                                              | Hochwasser                             | 15. / 16. Juli 1965                   | | | Deutschland | |
| Unwetter vom 19. Juli 1966                                                 |                                        | 19. Juli 1966                         | | | | |
| Adolph-Bermpohl-Orkan, Zweite Niedrigwasser-Orkanflut                      | Sturm mit Sturmflut                    | 23. Feb. 1967                         | 80 Seeleute | Unglück der Adolph Bermpohl, schwere Verwüstungen im Binnenland                                                                                       | Nordsee (Deutsche Bucht)                                                                                                 | Sturmflut, ausgelöst durch einen schweren Orkan, bei dem bisher nicht gemessene Windgeschwindigkeiten festgestellt werden. Spitzenböen überstiegen den Messbereich damaliger Anemometer, vermutlich weit über 180 km/h.                                                                    |
| Skane-Orkan                                                                | Sturm                                  | 17. Okt. 1967                         | Mindestens 32 | k. A. | Deutschland, Dänemark, Südschweden                                                                                       | Führte zu einem Ausfall des Tideniedrigwassers an den Pegeln in der Deutschen Bucht |
| Tornado über Pforzheim                                                     | Tornado                                | 10. Juli 1968                         | 2, 200 Verletzte | 100 Mio. DM, 2.300 Häuser binnen 3 Minuten beschädigt                                                                                                 | Pforzheim (Baden-Württemberg)                                                                                            | Stärke F4 auf der Fujita-Skala |
| Orkan Quimburga (Niedersachsenorkan)                                       | Sturm                                  | 13. Nov. 1972                         | 73 Tote (4 Seeleute), (davon BR Deutschland 21, DDR 16, Belgien 7) | Über 1 Mrd. DM Schaden; schwere Verwüstungen, insb. Windwurf                                                                                          | Norddeutschland, insb. Niedersachsen                                                                                     | Bei Windgeschwindigkeiten über 200 km/h (Spitzenböe Brocken 245 km/h) wurden in Niedersachsen weite Gebiete binnen zwei Stunden praktisch völlig entwaldet. |
| Capella-Orkan                                                              | Sturm mit Sturmflut                    | 3. Jan. 1976                          | 27 (11 Seeleute) | Unglück der Capella, 450 Mio. € insg. | Nordsee | Einer der schwersten Orkane des 20. Jahrhunderts |
| Hitzesommer 1976                                                           | Hitzesommer                            | 21. Juni 1976                         | Allein 10 Tote bei hitzebedingtem Eisenbahnunglück in Belgien | Ernteausfall in Frankreich | Europa | Heißester Hitzesommer vor 2003, extremste Dürre in Frankreich seit 1921, trockenste zwölf Monate für England und Wales seit 1727 |
| Schneekatastrophe 1978/1979                                                | Schneefall                             | Dez. 1978 bis Feb. 1979               | 23 (BRD 17, DDR 5) | BRD: 140 Mio. DM, DDR: ca. 8 Mrd. Mark | Hauptsächlich Norddeutschland (BRD), Dänemark und DDR                                                                    | Zwei Schneestürme mit Eis und Verwehungen, einer der schwersten Winter für Norddt. im 20. Jh. |
| Orkan beim Fastnet Race                                                    | Sturm                                  | 13. / 14. Aug. 1979                   | 19 | k. A. | Ärmelkanal | Größte Katastrophe des Yachtsports |
| Kältewelle auf den Britischen Inseln 1981/1982                             | Kältewelle mit Schneefall              | Dez. 1981 bis Jan. 1982               | k. A. | 575 Mio. € (Gesamtschaden, umgerechnet) | Britische Inseln | Schneereichster Winter Westeuropas im 20. Jahrhundert |
| Hagelsturm von München                                                     | Hagel                                  | 12. Juli 1984                         | keine | ungefähr 1,5 Mrd. € | Münchner Osten | Das bis dahin teuerste Naturereignis in Deutschland |
| Kältewelle in Europa 1985                                                  | Kältewelle mit Schneefall              | Jan. / Feb. 1985                      | k. A. | 440 Mio. € (Gesamtschaden) | Ganz Europa, insb. Westeuropa                                                                                            | |
| Kältewelle in Europa 1987                                                  | Kältewelle                             | 01. bis 15. Jan. 1987                 | k. A. | 420 Mio. € (Gesamtschaden) | Europa (Skandinavien bis Rumänien)                                                                                       | Anfang Februar 1986 Elbe von Mündung bis Tangermünde/Sachsen-Anhalt zugefroren (letztmals 1963) |
| Westeuropa-Orkan                                                           | Sturm                                  | 15. Okt. 1987                         | 29 | 6 Mrd. DM | Westeuropa, insb. England, Nordfrankreich                                                                                | In England schwerster Sturm seit 1703 |
| Orkan Daria                                                                | Sturm                                  | 25. Jan. 1990                         | Mindestens 94 | 4–6 Mrd. € (versichert) | Nordwest-Mitteleuropa (Großbritannien, Niederlande, Frankreich, Deutschland)                                             | |
| Orkan Vivian                                                               | Sturm                                  | 25. Feb. 1990                         | 64 | 1,1 Mrd. € (versichert), insb. auch Forstschäden (mit Wiebke über 70 Mill. EFm, größter Schaden seit 45)                                              | Nordwest-Mitteleuropa (Britische Inseln, Frankreich, Benelux-Länder, Deutschland, Schweiz)                               | Mehrere aufeinanderfolgende Sturmfluten in Hamburg |
| Orkan Wiebke                                                               | Sturm                                  | 28. Feb. 1990                         | 35 | Etwa 3 Mrd. € (versichert), insb. auch Forstschäden (mit Vivian über 70 Mill. EFm, größter Schaden seit 45)                                           | Mitteleuropa (Deutschland, Schweiz, Österreich)                                                                          | Drei Tage nach Vivian |
| Kältewelle auf den Britischen Inseln 1991                                  | Kältewelle mit Schneefall              | Feb. 1991                             | k. A. | 390 Mio. € (Gesamtschaden) | Britische Inseln | |
| Kältewelle in Westeuropa 1992                                              | Kältewelle                             | Jan. 1992                             | k. A. | 250 Mio. € (Gesamtschaden) | Westeuropa (insb. Frankreich)                                                                                            | Schnee in Spanien bis zum Mittelmeer |
| Rheinhochwasser 1993                                                       | Hochwasser                             | Dez. 1993 bis Jan. 1994               | keine | 400–500 Mio. € | Rhein | Teils Höchstwasserstände des Jahrhunderts, sonst wie 1926 |
| Kältewelle in Osteuropa 1996/1997                                          | Kältewelle                             | 26. Dez. 1996 bis 8. Jan. 1997        | k. A. | 795 Mio. € (Gesamtschaden, umgerechnet) | Mittel- und Osteuropa | Wirtschaftskrise mit Aufständen in Bulgarien / Elbe von Hamburg bis Tangermünde/Sachsen-Anhalt zugefroren |
| Oderhochwasser 1997                                                        | Hochwasser                             | Juli 1997                             | 114 | etwa 4,1 Mrd. € | Oder, insb. Polen | Größte bekannte Flut der Oder |
| Lawinenwinter 1999 (Lawinenkatastrophe von Galtür)                         | Schneefall / Lawinen                   | 23. Feb. 1999                         | 70 (Galtür u. Valzur 38, Chamonix 12, Evolène 12), 100.000 in den Alpen eingeschlossen | 10–11 Mio. € (Galtür), insg. Folgeinvestitionen > 1 Mrd. €                                                                                            | Alpenraum Westösterreichs und der Schweiz                                                                                | Vergleichbar dem Lawinenwinter 1951, über 1000 Lawinenereignisse, Hubschrauber-Evakuierung in Galtür von etwa 5000 Personen |
| Pfingsthochwasser 1999                                                     | Hochwasser                             | 22. Mai 1999                          | keine | k. A. | Alpenraum (Vorarlberg, Bayern, Nordtirol)                                                                                | In diesem Bereich dem weiträumigeren Alpenhochwasser 2005 vergleichbar |
| Orkan Anatol                                                               | Sturm                                  | 3. Dez. 1999                          | k. A. | k. A. | Nord-Mitteleuropa (Norddeutschland, Südschweden, Dänemark)                                                               | In Dänemark schlimmster Orkan des 20. Jahrhunderts |
| Orkan Lothar                                                               | Sturm                                  | 26. Dez. 1999                         | 110 | Etwa 11,5 Mrd. € volksw., 6 Mrd. US$ Vers.; Windwurf ca. 200 Mio. Fm                                                                                  | Mitteleuropa (Nordfrankreich, Südwestdeutschland, Schweiz, Liechtenstein, Vorarlberg/Österreich)                         | Übertraf Daria und Kyrill an Schadwirkung, schwerster Sturm seit 1876, größter bekannter Forstschaden in Mitteleuropa, einer der weltweit teuersten Stürme der letzten 50 Jahre |
| Donauhochwasser 2002                                                       | Hochwasser                             | Aug. 2002                             | 7 | Geschätzt 3,1 Mrd. € (Österreich) | Donau Oberlauf (Österreich, Bayern, Slowakei, Ungarn)                                                                    | Als Jahrhunderthochwasser klassifiziert, vergleichbar 1899, übertraf 1954, zwei Hochwasserwellen, die zweite fällt mit dem Elbhochwasser 2002 zusammen |
| Elbhochwasser 2002                                                         | Hochwasser                             | Aug. 2002                             | 17 Tote in Tschechien, 21 in Sachsen/Dtld. | Etwa 18 Mrd. € (15 Mrd. DE, 3,3 Mrd. Euro CZ); 21 Deichbrüche                                                                                         | Elbe (Tschechien, Deutschland)                                                                                           | Als Jahrhunderthochwasser klassifiziert, in Sachsen spricht man auch von einer „Jahrtausendflut“ |
| Orkan Jeanett                                                              | Sturm                                  | 27. Okt. 2002                         | 47 | Etwa 1,7 Mrd. € | West- und Mitteleuropa (insb. Tschechien, Deutschland)                                                                   | Stärkster Sturm seit Lothar 1999 |
| Hitzewelle 2003                                                            | Hitzewelle                             | Aug. 2003                             | 70.000 nach neueren Schätzungen der Mortalität | Geschätzt 13 Mrd. US$ | Mittel- und Südwesteuropa (insb. Frankreich, Spanien, Portugal)                                                          | Vermutlich über 500-jährliches Ereignis (Dürrejahr 1540), vielleicht auch weitaus höher |
| Orkan Gudrun                                                               | Sturm                                  | 8. Jan. 2005                          | Mindestens 17 | 2,25 Mrd. €, insb. Sturmholz | Nord-Mitteleuropa (insb. Südskandinavien)                                                                                | In Halland und Småland wurden etwa 70 Millionen Kubikmeter Wald (drei bis vier Jahresernten) umgelegt, er übertraf die Stürme von 1969. |
| Alpenhochwasser 2005                                                       | Hochwasser                             | 20. Aug. 2005                         | 30 oder mehr | Um die 4 Mrd. € (CH: 2,5 Mrd., Rumänien 800 Mio. $)                                                                                                   | Alpen- und Donauraum | |
| Münsterländer Schneechaos                                                  | Schneefall, insb. Schneebruch          | 26. Nov. 2005                         | keine | 100 Mio. € (am Stromnetz) | Münsterland | Strommasten knickten ab, einige Ortschaften waren tagelang ohne elektrische Versorgung. Auf verschiedenen Autobahnen und weiteren Straßen kam der Verkehr zum Erliegen. Hunderte Autofahrer verharrten stundenlang im Schneesturm in ihren Autos.                                          |
| Schneekatastrophe in Zentraleuropa 2006                                    | Schneefall                             | 7. / 13. Feb. 2006, 4.–5. März 2006   | k. A. | 713 Mio. € (Gesamtschaden) | Zentraleuropa (Österreich, Tschechien, Deutschland, Polen)                                                               | Zahlreiche Häuser eingestürzt |
| Elbhochwasser 2006                                                         | Hochwasser                             | März bis Apr. 2006                    | mehrere | k. A. | Elbe | Am Mittellauf dem Hochwasser von 2002 vergleichbar, aber länger dauernd |
| Donauhochwasser 2006                                                       | Hochwasser                             | Apr. 2006                             | k. A. | k. A. | Donau | In Rumänien schwerer als 1970 |
| Orkan Kyrill                                                               | Sturm                                  | 18. Jan. 2007                         | 47 | Um die 10 Mrd. $ (volkswirtsch.) | Nordwest- bis Osteuropa                                                                                                  | Stärkster Sturm seit Lothar 1999 |
| Hochwasser in Großbritannien 2007                                          | Hochwasser                             | 12. Juni 2007                         | 13 | um die 2 Mrd. £ (volkswirtsch.) | Großbritannien | Nassester Frühsommer seit Beginn der Aufzeichnungen 1776, Überflutungen wohl stärker als 1947 |
| Hochwasser in der Schweiz 2007                                             | Hochwasser                             | 8. / 9. Aug. 2007                     | keine | k. A. | Schweiz (Schweizer Mittelland, Romandie, Nordwestschweiz)                                                                | Viertes Jahrhunderthochwasser in der Schweiz seit 1999, übertraf teilweise 2005 |
| Sturmtief Paula                                                            | Sturm                                  | 26. / 27. Jan. 2008                   | Keine direkt, 2 Forstarbeiter | 280 Mio. € (80 Mio. € Vers.), insb. Forstschäden | Deutschland, Österreich                                                                                                  | In Südostösterreich 20- bis 30-jährlich, sonst wenig selten; mit Emma über 8 Mill. EFm, größter Schaden seit ’45, übertraf lokal Vivian/Wiebke 1990 |
| Orkan Emma                                                                 | Sturm                                  | 29. Feb. 2008 bis 2. März 2008        | 14 | Um die 1 Mrd. € Versicherungsschaden | Mitteleuropa | Schwerster Sturm seit Kyrill 2007 |
| Orkan Klaus                                                                | Sturm                                  | 24. Jan. 2009                         | 32 | Mehrere 100 Mio. € | Südwesteuropa (Frankreich, Spanien, Italien, Algerien)                                                                   | Seltenes Ereignis eines von der Biskaya südostziehenden Orkans |
| Hochwasser in Mitteleuropa 2009                                            | Hochwasser                             | 23. Juni 2009                         | 14 | > 300 Mio. € gesamt | Nordalpen, Donau- und Moldauraum, Karpaten                                                                               | Örtlich dem Alpenhochwasser 2005 vergleichbar, lokal 100-jährlich |
| Tief Vincent                                                               | Kältewelle mit Schneefall              | 19. bis 23. Dez. 2009                 | k. A. | > 1 Mrd. € Gesamtschaden | Westeuropa (Frankreich, Deutschland, Großbritannien)                                                                     | Eurostarzüge blieben im Kanaltunnel stecken |
| Sturmtief Daisy                                                            | Kältewelle, Schneefall mit Verwehungen | 5. bis 11. Jan. 2010                  | >100 Kältetote (England) | 1,245 Mrd. € Gesamtschaden | West- und nördl. Mitteleuropa                                                                                            | Schneefälle in Nordspanien (im März dann Mittelmeertief Andrea), Kältewelle in Großbritannien (im Nov./Dez. dann Kältewelle auf den Britischen Inseln 2010), Verwehungen in Norddeutschland                                                                                                |
| Orkan Xynthia                                                              | Sturm mit Sturmflut                    | 26. bis 28. Feb. 2010                 | > 60 | Unbekannt, Milliardenhöhe geschätzt | West- und nördl. Mitteleuropa                                                                                            | Lokal größter Schaden seit Lothar 1999 (Frankreich) |
| Mittelmeertief Andrea                                                      | Sturm mit Schneefall                   | 7. bis 10. März 2010                  | 1 | k. A. | Mittelmeerraum | Schwere Schneefälle im ganzen nördlichen Mittelmeerraum, übertraf das Januarereignis in Spanien. |
| Sturmtief Norina                                                           | Sturm                                  | 12. Juli 2010                         | 3 | Unbekannt | Nordrhein-Westfalen | Windgeschwindigkeiten von bis zu 120 km/h und in Düsseldorf bis zu 20 Liter pro Quadratmeter Regen in 20 min. |
| Kältewelle auf den Britischen Inseln 2010 (The Big Freeze)                 | Kältewelle mit Schneefall              | Nov. Dez. 2010                        | ≈10 | 1,9 Mrd. € (Gesamtschaden) | Britische Inseln | Zwei Kälteereignisse, der kälteste Dezember seit Beginn der Aufzeichnungen 1910 |
| Genuatief Rolf                                                             | Sturm (Medicane) mit Starkregen        | 4. bis 8. Nov. 2011                   | 11 | Unbekannt | Nordwestitalien, Südfrankreich                                                                                           | Schwere Überschwemmungen |
| Kältewelle 2012 (Russlandhochs Cooper, Dieter, Atlantik- und Italientiefs) | Kältewelle mit Schnee und Sturm        | 20. Jan. 2012 bis Feb. 2012           | 600 | Unbekannt | Europa | Zahlreiche Erfrierungstote insbesondere in Osteuropa, Schneechaos im Adriaraum bis Nordafrika und am Balkan bis in das Kaukasusgebiet |
| Hochwasser in Mitteleuropa 2013                                            | Hochwasser                             | 30. Mai 2013 bis Juni 2013            | Mindestens 21 | Unbekannt | Mitteleuropa | Als Jahrhunderthochwasser klassifiziert |
| Überschwemmungen in den Pyrenäen 2013                                      | Hochwasser                             | Juni 2013                             | Mindestens 1 | Unbekannt | französische und spanische Pyrenäen                                                                                      | |
| Hagelsturm von Reutlingen                                                  | Hagel                                  | 28. Juli 2013                         | k. A. | 3,6 Mrd. € (Gesamtschaden) | Zollernalb, Tübingen, Reutlingen, Göppingen und Esslingen sowie den Ostalbkreis                                          | Das Unwetter verursachte mit einem Gesamtschaden von 3,6 Mrd. Euro den bis dahin größten Hagelschaden für die deutsche Versicherungswirtschaft |
| Orkan Christian                                                            | Sturm                                  | 28. Okt. 2013                         | Mindestens 14 | etwa 300 Mio. € | Westeuropa, südliches Skandinavien Vereinigtes Königreich                                                                | Unbekannt |
| Orkan Xaver                                                                | Sturmflut                              | 5. / 6. Dez. 2013                     | Mindestens 15 | Unbekannt | Westeuropa, südliches Skandinavien Vereinigtes Königreich Polen                                                          | Sechstschwerste gemessene Sturmflut an der deutschen Nordseeküste, zweithöchste Sturmflut in Hamburg seit 1825 |
| Tief Ela                                                                   | Sturm, Unwetter                        | 9. Juni 2014                          | 6 | 650 Mio. € | Nordrhein-Westfalen, Hessen und Niedersachsen (Deutschland)                                                              | Gewitter mit Orkanböen bis zu 144 km/h, Starkregen und Hagel, stellenweise größere Schäden als durch Orkan Kyrill 2007 |
| Föhnsturm und Starkregen im Alpenraum im November 2014                     | Hochwasser                             | Nov. 2014                             | mindestens 9 | Unbekannt | Norditalien, Alpenraum, Slowenien                                                                                        | Föhnsturm im Alpenraum (187 km/h auf dem Titlis, Zentralschweiz), teilweise regnete es innerhalb weniger Tage das Doppelte des sonst im ganzen Monat November Üblichen, Sturzfluten und Murenabgänge in Südfrankreich und Norditalien, Überschwemmungen in Slowenien, mind. sechs Tornados |
| Orkan Niklas                                                               | Sturm                                  | 31. März 2015                         | 11 | Mindestens 750 Mio. € | Mitteleuropa Deutschland                                                                                                 | In Deutschland mindestens 750 Mio. Euro Versicherungsschaden, bis 192 km/h (Zugspitze), Eisenbahnverkehr in Deutschland weitestgehend eingestellt |
| Hitzewellen in Europa 2015                                                 | Hitzewelle mit Unwettern               | Juni bis Sep. 2015                    | Unbekannt | Unbekannt | Nordafrika Südeuropa Mitteleuropa Osteuropa                                                                              | Temperaturen in Südeuropa bis über 46 °C, neuer Höchstwert in Deutschland mit 40,3 °C, zwischendurch Kaltfronten mit schweren Unwettern und Tornados, Ernteausfälle durch Trockenheit |
| Unwetter in Europa im Frühjahr 2016                                        | Unwetter                               | Mai bis Juni 2016                     | 20 | Unbekannt | Deutschland Mitteleuropa                                                                                                 | Unwetterserie mit Starkregen, Blitzeinschlägen, Überschwemmungen, Sturzfluten, Schlammlawinen, Windböen, Hagel und Tornados. |
| Sturmtief Axel                                                             | Sturmflut                              | Nacht 4. Jan. 2017 auf 5. Januar 2017 | Unbekannt | Unbekannt | Mitteleuropa Ostseeküste                                                                                                 | Laut Bundesamt für Seeschifffahrt und Hydrographie schwerste Sturmflut seit 2006; bei Koserow und Zempin Steiluferabbrüche an der Kliffküste; Mittelwasser in Lübeck 1,79 m über Normal |
| Tief Rasmund 2017                                                          | Heftiger und andauernder Starkregen    | 29. / 30. Juni 2017                   | Unbekannt | Unbekannt | Brandenburg, insbesondere Berlin                                                                                         | Höchste Regenmenge: Oranienburg 269 mm innerhalb 36 Stunden, Verbreitet schwere Überschwemmungen auf den Straßen und vollgelaufene Keller. Laut DWD eines der heftigsten Starkregenereignisse jemals in Mitteleuropa.                                                                      |
| Sturmtief Xavier                                                           | Sturm                                  | 5. Okt. 2017                          | 9 | Unbekannt | nördliches und östliches Mitteleuropa                                                                                    | unbekannt |
| Sturmtief Burglind                                                         | Sturm                                  | 2. / 3. Jan. 2018                     | 3 | bis 1,6 Mrd. € | Britische Inseln, Spanien, Frankreich, Deutschland, Schweiz                                                              | 268 km pro Stunde (Spitzenböe) auf dem Grossen St. Bernhard im Wallis in der Schweiz |
| Orkantief Friederike                                                       | Sturm                                  | 15. bis 20. Jan. 2018                 | 10 | 1 Mrd. € | Britische Inseln, Niederlande, Belgien, Deutschland, Polen                                                               | 205 km pro Stunde (Spitzenböe) |
| Dürre und Hitze in Europa 2018                                             | Dürre und Hitzewelle                   | Apr. bis Dez. 2018                    | | k. A. | Skandinavien, Britische Inseln, Baltikum, Island, Deutschland, Niederlande, Österreich, Schweiz                          | |
| Unwetter im Alpen-Adria-Raum im Herbst 2018                                | Sturm und Starkregen                   | 27. Okt. 2018 bis Nov. 2018           | 38 | > 3 Mrd. € | Italien, Frankreich, Österreich, Slowenien, Kroatien u. a.                                                               | |
| Hitzewellen in Europa 2019                                                 | zwei Hitzewellen                       | Juni bis Juli 2019                    | k. A. | k. A. | Deutschland, Österreich, Niederlande, Belgien, Luxemburg, Frankreich                                                     | Führte zu zahlreichen Messrekorden, u. a. zum neuen deutschen Allzeit-Hitzerekord von 42,6 °C in Lingen. |
| Unwetter in Spanien im September 2019                                      | Sturm und Starkregen                   | Sep. 2019                             | 7 | ca. 2,2 Mrd. € | Spanien | Unwetter mit Sturm, Starkregen, Hagel, Überschwemmungen, Sturzfluten, Erdrutschen und Tornados. |
| Unwetter in der Mittelmeerregion                                           | Unwetter                               | Nov. 2019                             | Vier Tote in Frankreich, zwei in Griechenland | Unter anderem der Brückeneinsturz auf der Autostrada A6 (Italien).                                                                                    | Frankreich, Griechenland, Italien u. a.                                                                                  | 300 Liter Regen pro Quadratmeter innerhalb von drei Stunden. |
| Orkan Sabine                                                               | Sturm                                  | Feb. 2020                             | 13 Tote | k. A. | Deutschland, Frankreich, Niederlande, Belgien, Luxemburg, Großbritannien                                                 | Erhebliche Sachschäden |
| Medicane Ianos                                                             | Medicane                               | Sep. 2020                             | 3 Tote | k. A. | Griechenland | Erhebliche Sachschäden |
| Alpenhochwasser 2020                                                       | Sturm, Starkregen und Hochwasser       | Okt. 2020                             | Unbekannt | | Frankreich, Italien, Schweiz                                                                                             | Rekordregenmengen, Überschwemmungen, erhebliche Sachschäden, zerstörte Verkehrswege |
| Tornado in Südmähren 2021                                                  | Sturm                                  | Juni 2021                             | 6 | Mindestens 300 Mio. € | Tschechien | Erhebliche Sachschäden |
| Hochwasser in West- und Mitteleuropa 2021                                  | Starkregen und Hochwasser              | Juli 2021                             | Mindestens 181 Tote (Stand 29. Juli 2021) | Bis zu 5,5 Mrd. € in DE, davon 1,3 Mrd. € für Bahninfrastruktur                                                                                       | Belgien, Deutschland, Frankreich, Großbritannien, Italien, Luxemburg, Niederlande, Schweiz                               | Starker Regen („Tief Bernd“) ließ in West- und Mitteleuropa Mitte Juli 2021 viele Flüsse über die Ufer treten und Dämme brechen, was starke Überschwemmungen zur Folge hatte. Besonders betroffen waren der Süden von Nordrhein-Westfalen und der Norden von Rheinland-Pfalz.              |
| Dürre und Hitze in Europa 2022                                             | Dürre und Hitzewelle                   | 2022                                  | | k. A. | Weite Teile Europas, insbesondere Süd-, West- und Mitteleuropa                                                           | |
| Unwetter am 18. August 2022 in Österreich                                  | Unwetter, Sturm                        | 18. Aug. 2022, Nachmittag             | 5 Tote, von Bäumen erschlagen | Bahnstromleitung unterbrochen, ÖBB-Bahn steht in weiten Teilen von Kärnten und Steiermark still; 85.000 Haushalte in Stmk. ohne Strom                 | Kärnten, Steiermark, Niederösterreich                                                                                    | Orkanböen bis 140 km/h; nicht vorhergesagt; schnell ziehende Gewitterzellen, daher nur wenig Niederschlag; Tief in Oberitalien |
| Tornados im Oktober 2022 in Europa                                         | Unwetter, Tornado                      | 23. Okt. 2022                         | keine | k. A. | Frankreich, England | Schwere Gewitter mit Orkanböen und mindestens 9 Tornados. Ein F3-Tornado stellte mit 85 km einen neuen Rekord für die längste Tornadoschneise in Frankreich auf. |
| Hochwasser in Südwestdeutschland 2024                                      | Hochwasser                             | 17. bis 19. Mai 2024                  | K. A. | Nach Schätzungen vom 24. Mai versicherte Schäden von ca. 200 Mio. Euro im Saarland und Rheinland-Pfalz                                                | Baden-Württemberg, Rheinland-Pfalz, Saarland, außerdem Teile Belgiens, Frankreichs, Niederlande                          | Über längere Zeit fast stationäres Randtief Katinka |
| Hochwasser in Süddeutschland 2024                                          | Hochwasser                             | 31. Mai bis 2. Juni 2024              | | | Süddeutschland (Baden-Württemberg, Oberschwaben, Bayern, Bodensee, Donau), Vorarlberg                                    | Vb-Wetterlage = Mittelmeertief mit Blockadehoch im Osten |
| Unwetter in der Schweiz im Sommer 2024                                     | Starkregenereignisse                   | 2024                                  | min. 10 Tote | | Insbesondere in den Kantonen Tessin und Graubünden                                                                       | |
| Hochwasser in Mitteleuropa im September 2024                               | Starkregen und Hochwasser              | Sep. 2024                             | min. 19 Tote | Unbekannt | Österreich, Polen, Rumänien, Slowakei, Tschechien                                                                        | Vb-Wetterlage; Regenmenge bis zu 400 l/m² innerhalb von fünf Tagen |
| Flutkatastrophe in Spanien 2024                                            | Starkregenfälle und Überschwemmungen   | Okt. 2024                             | mind. 200 Tote | Unbekannt | Spanien | |
| Dürre und Hitze in Europa 2025                                             | Dürre und Hitzewellen                  | 2025                                  | | | Weite Teile Europas | |